# Нильссон, Юэль
Пер Хокан Юэль Нильссон (швед. Per Håkan Joel Nilsson; род. 11 июля 1994, Сёльвесборг, Блекинге) — шведский футболист, полузащитник клуба «Хаммарбю».

## Клубная карьера
Начал заниматься футболом в «Пукавике», после чего некоторое время играл за молодёжную команду «Мьельбю». Взрослую карьеру начал в «Кристианстаде», выступающем в первом дивизионе. Первую игру за клуб провёл 21 апреля в домашней игре с «Оддевольдом», появившись на поле в конце первого тайма. В общей сложности провёл за клуб два сезона, приняв участие более чем в 50 матчах и забив в них 13 мячей.
В январе перешёл в «Мьельбю». Вместе с клубом в 2018 году вышел в Суперэттан, а спустя год выиграл его и поднялся в Алльсвенскан. 15 июня 2020 года в игре первого тура с «Мальмё» Нильссон дебютировал в чемпионате Швеции.
В декабре 2021 года подписал двухлетний контракт с «Хаммарбю» с возможностью продления еще на один. Весной вместе с командой дошёл до финала кубка Швеции. Нильссон принял участие в пяти матчах турнира, в том числе в полуфинале. В решающей игре против «Мальмё» основное и дополнительное время завершилось нулевой ничьей, а в серии послематчевых пенальти сильнее оказался соперник.

## Личная жизнь
Старший брат, Симон, также профессиональный футболист. Выступал в чемпионате Швеции за «Мьельбю».

## Достижения
Мьельбю:
- Победитель Суперэттана: 2014

Хаммарбю:
- Финалист Кубка Швеции: 2021/2022

## Клубная статистика
| Выступление      | Выступление      | Выступление      | Лига | Лига | Кубки | Кубки | Конт. кубки | Конт. кубки | Разное | Разное | Итого | Итого |
| Клуб             | Лига             | Сезон            | Игры | Голы | Игры  | Голы  | Игры        | Голы        | Игры   | Голы   | Игры  | Голы  |
| ---------------- | ---------------- | ---------------- | ---- | ---- | ----- | ----- | ----------- | ----------- | ------ | ------ | ----- | ----- |
| Кристианстад     | Дивизион 1       | 2014             | 24   | 4    | 2     | 1     | 0           | 0           | 0      | 0      | 26    | 5     |
| Кристианстад     | Дивизион 1       | 2015             | 20   | 7    | 5     | 1     | 0           | 0           | 0      | 0      | 25    | 8     |
| Кристианстад     | Итого            | Итого            | 44   | 11   | 7     | 2     | 0           | 0           | 0      | 0      | 51    | 13    |
| Мьельбю          | Дивизион 1       | 2016             | 25   | 5    | 0     | 0     | 0           | 0           | 0      | 0      | 25    | 5     |
| Мьельбю          | Дивизион 1       | 2017             | 24   | 9    | 0     | 0     | 0           | 0           | 2      | 0      | 26    | 9     |
| Мьельбю          | Дивизион 1       | 2018             | 24   | 5    | 0     | 0     | 0           | 0           | 0      | 0      | 24    | 5     |
| Мьельбю          | Суперэттан       | 2019             | 29   | 5    | 1     | 0     | 0           | 0           | 0      | 0      | 30    | 5     |
| Мьельбю          | Алльсвенскан     | 2020             | 24   | 0    | 6     | 0     | 0           | 0           | 0      | 0      | 30    | 0     |
| Мьельбю          | Алльсвенскан     | 2021             | 30   | 5    | 4     | 1     | 0           | 0           | 0      | 0      | 34    | 6     |
| Мьельбю          | Итого            | Итого            | 156  | 29   | 11    | 1     | 0           | 0           | 2      | 0      | 169   | 30    |
| Хаммарбю         | Алльсвенскан     | 2022             | 5    | 0    | 5     | 1     | 0           | 0           | 0      | 0      | 10    | 1     |
| Хаммарбю         | Итого            | Итого            | 5    | 0    | 5     | 1     | 0           | 0           | 0      | 0      | 10    | 1     |
| Всего за карьеру | Всего за карьеру | Всего за карьеру | 205  | 40   | 23    | 4     | 0           | 0           | 2      | 0      | 230   | 44    |